# Dominic John Corrigan

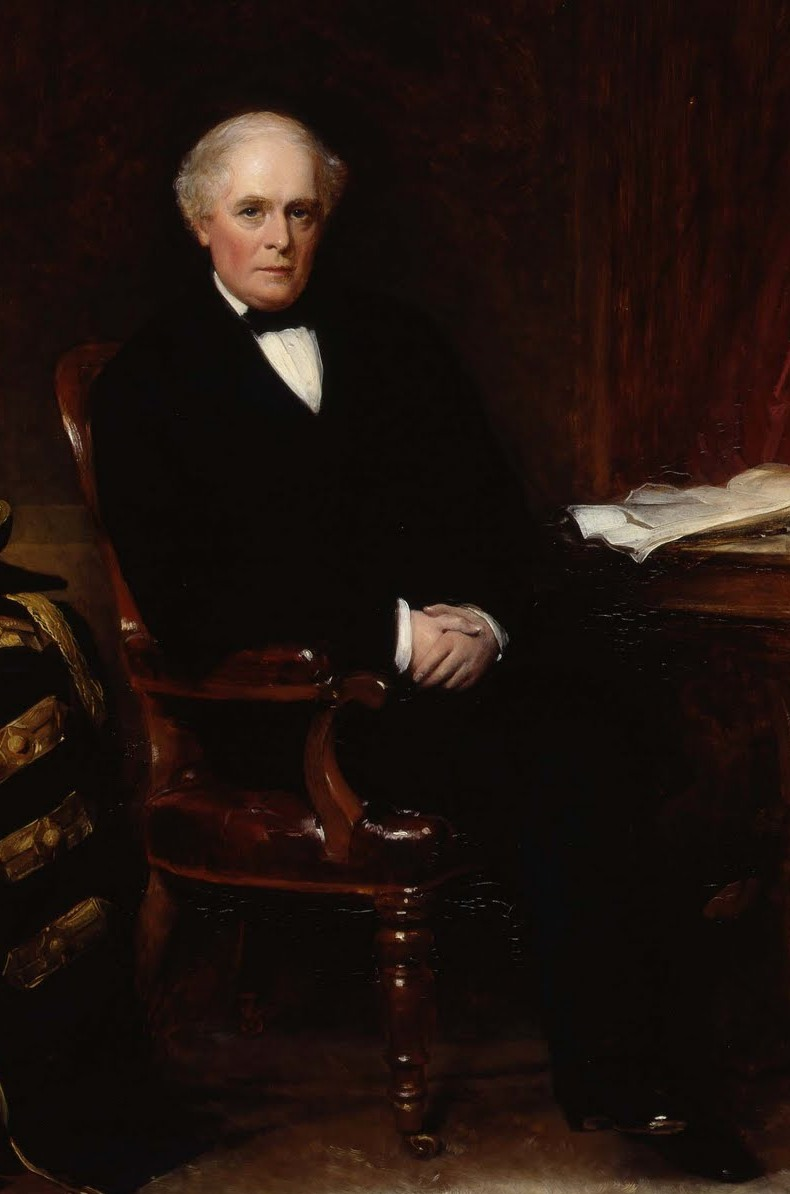
Dominic John Corrigan

Sir Dominic John Corrigan, 1. Baronet (* 1. Dezember 1802 in Dublin, Irland; † 1. Februar 1880 ebenda) war ein irischer Arzt.

## Familie
Er war das zweite von sechs Kindern (drei Söhne und drei Töchter) von John Corrigan und Celia O’Conor, die außerhalb Dublins eine eigene kleine Landwirtschaft betrieben. Sein Vater verlegte sich später auf das profitablere Handelsgeschäft mit landwirtschaftlichen Erzeugnissen.
1829 heiratete er Joanna Woodlock, die Tochter eines Dubliner Kaufmanns. Aus dieser Ehe stammten sechs Kinder (drei Söhne und drei Töchter).

## Ausbildung und Beruf
Corrigan wurde auf das katholische Lay (St. Patrick’s) College of Maynooth geschickt, das damals beste Erziehungsinstitut Irlands. Das Medizinstudium schloss er 1825 an der schottischen Universität Edinburgh mit der Promotion über das Thema Scrofula ab. Nach Dublin zurückgekehrt konzentrierte er sich auf die praktische ärztliche Arbeit und die Lehrtätigkeit. Zudem arbeitete er am Jervis Street Hospital (Charitable Infirmary).
Sein rhetorisches Talent machte ihn rasch zum beliebten und erfolgreichen medizinischen Lehrer. Gleichzeitig und nacheinander las er an der Hargrave School, Digges Street School (1834–1845), Peter Street School und der Richmond Hospital School. Ab 1831 berief man ihn zum beratenden Arzt des Catholic College of Maynooth (bis 1866) und er lehrte einige Jahre als Gastprofessor am Cork Street (Fever) Hospital. 1840 arbeitete Corrigan an den großen Krankenhäusern des House of Industry (Whitworth Medical und Hardwicke Fever Hospital).
Corrigan war Mitglied der Chirurgischen Gesellschaft (1832), Mitglied des Irischen Ärztekollegiums (M.R.C.P.I.), Mitbegründer (1836) und Präsident der Pathologischen Gesellschaft, Präsident der Pharmazeutischen Gesellschaft (1875), fünfmal Präsident des Irish College of Physicians (1858–1863), Vizepräsident der Queen’s University, korrespondierendes Mitglied der Medizinischen Akademie Paris, Leibarzt der Königin in Irland, besaß Ehrendoktorwürden und eine ausgedehnte private Praxis. Am 5. Februar 1866 verlieh ihm die Königin den erblichen Adelstitel eines Baronet, of Cappagh and Inniscorrig in the County of Dublin, and of Merrionsquare in the City of Dublin.
1870 wurde er als Abgeordneter der Liberal Party für den Wahlkreis Dublin ins britische House of Commons gewählt. Dort plädierte unter anderem als Katholik für die öffentliche Sonntagsruhe ein, die Wiederwahl 1874 scheiterte. Seine außerordentliche wissenschaftliche Karriere wurde vor allem durch regelmäßige Publikation seiner Arbeiten in The Lancet sehr gefördert.

## Leistung
Bereits mit 30 Jahren verfasste Corrigan seinen berühmt gewordenen Beitrag über die Symptomatik der Aortenklappeninsuffizienz (Corrigan-Puls, „Wasserhammer-Puls“) mit auffallend starkem Puls – ein Phänomen, das bereits von William Cowper 1706 und Raymond Vieussens 1715 beobachtet worden war. Neben Arbeiten über Herzerkrankungen (Aortenklappeninsuffizienz 1832, Angina pectoris 1837, Zirrhose der Lungen 1838, Perikarditis 1842), deren Ergebnisse vorwiegend aus post mortem-Untersuchungen stammten, beschäftigte sich Corrigan mit Fiebererkrankungen (Typhus bzw. typhoides Fieber), der Pylorusstenose, Syphilis, Apoplexie, Knochenerkrankungen, Scharlach, Morbus Bright, der Pockenerkrankung, mit Pemphigus, intestinaler Ulzeration und Strangulation, Anämie, Ovarial- bzw. Lebertumoren, Arthritis des Hüftgelenks, tuberkulöser Peritonitis, Cholera (1866) und der Kupfervergiftung. Corrigan publizierte mehr als 100 wissenschaftliche Beiträge.
Als Regierungsmitglied engagierte er sich auch im öffentlichen Gesundheitswesen und suchte seine ärztlichen Kollegen für die Behandlung der zahlreichen Fieberkranken zu gewinnen. Er plante die Einrichtung von Häusern für Geisteskranke, arbeitete als Berater des nationalen Erziehungswesens mit und trat für die Gleichberechtigung der Glaubensbekenntnisse in Irland ein.
Corrigan war Legende zu Lebzeiten. Sein Denkmal steht in der Halle des Royal College of Physicians in Ireland.

## Corrigan-Eponyme
- Corrigan-Puls Arterielles Pulsphänomen (Pulsus celer at altus: hebender schneller Puls, an peripheren Arterien am deutlichsten), Hauptsymptom der Aorteninsuffizienz, des Ductus Botalli apertus oder großer arteriovenöser Verbindungen.
- Corrigan-Atmung Oberflächliche und schnelle Atmung bei Fiebernden.
- Corrigan-Syndrom Angeborene Aortenklappeninsuffizienz.
- Corrigan-Zeichen Durch Resorption von Kupferstaub purpurn verfärbter Zahnfleischsaum bei chronischer Kupfervergiftung.

## Veröffentlichungen
- On Permanent Patency of the Mouth of the Aorta, or Inadequacy of the Aortic Valves. In: Edinburgh Medical and Surgical Journal. 37 (1832) 225
- On Cirrhosis of the Lung. In: Dublin Journal of Medical Science 13 (1838) 266
- Pericarditis. In: Dublin Journal of Medical Science 25 (1844) 495, 11 (1851) 199